# Prótesis mixta (dental)

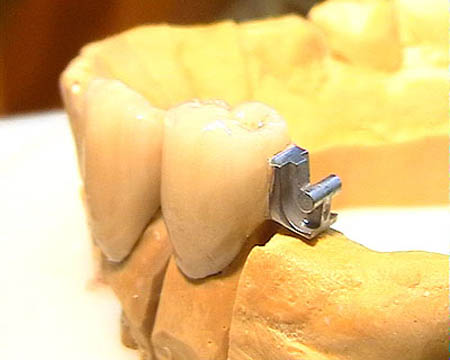
Parte fija de una prótesis mixta donde se aprecia la parte macho del atache.

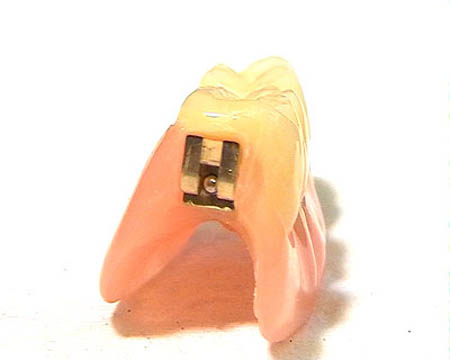
Parte removible de una prótesis mixta donde se aprecia la parte hembra del atache.

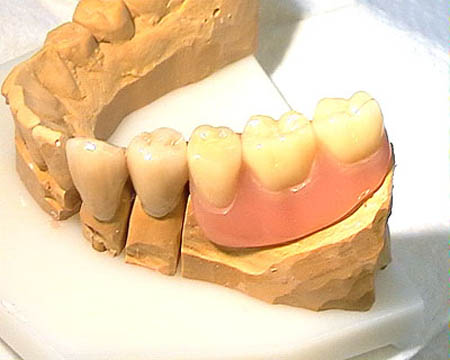
Prótesis mixta sobre su modelo de escayola.

Las prótesis mixtas están constituidas por una prótesis fija y una prótesis removible metálica, formando parte de un mismo diseño en una misma arcada, y unidas entre sí mediante un sistema de anclaje denominado atache. Este tipo de prótesis presenta varias ventajas sobre las removibles, por ejemplo dando mayor estética al eliminar los brazos del retenedor, que pueden ser visibles.

## Atache
Es un retenedor por fricción que consta de dos partes, el macho o pátrix y la hembra o matriz, y que pueden ser preformadas colables o bien de aleaciones de metal para sobrecolar o soldar. La hembra encaja sobre el macho en una íntima relación produciéndose de este modo la retención de la parte removible sobre la parte fija de la prótesis mixta.
Existen distintos tipos de ataches:

## Según la relación existente entre el macho y la hembra

### Rígidos
No posibilitan movimientos entre el macho y la hembra. Es decir, no permiten el movimiento de la parte removible, por lo que las fuerzas de masticación son transmitidas en gran parte al diente pilar. 

### Resilentes
Permiten un cierto movimiento de la prótesis removible, por lo que la fuerza es transmitida fundamentalmente a la mucosa. Durante la masticación, se produce un movimiento vertical entre el macho y la hembra cada vez que se ejercen fuerzas, y cuando esta cesa, se produce un movimiento de recuperación en sentido contrario al anterior.
entonces podíamos decir que un atache es igual que aun retenedor

## Según la relación del atache con el contorno del diente pilar

### Intracoronarios
Se incluyen en el diente pilar, por dentro del mismo:
- Con retención por fricción
- Con retención por cierre mecánico

### Extracoronarios
Se colocan por fuera del diente pilar:
- Tipo I: El macho está en la parte fija, y la hembra en la removible.

- Dalbo
- Bola de Roach
- Tipo II: La hembra está en la parte fija, y el macho en la removible.

- Ceka

## Diccionario protésico, de las PMQ (prótesis mixtas quirúrgicas)

### Tríada de Houset
Consiste en que una prótesis debe conseguir: estabilización, retención y sustentación, de esta forma nos asegura una prótesis equilibrada. Dicha integración supone: tolerancia, aceptación y biocompatibilidad mecánica.
- Sustentación: Es la resistencia que se opone a las fuerzas axiales que tratan de impactar la prótesis en su base de apoyo. Para conseguir una buena sustentación se debe contar con unos buenos factores anatómicos y protésicos:

- Factores anatómicos: Las crestas alveolares cuanto más anchas y altas y mejor recubiertas por encía fija o adherida, mejor colaboración en la sustentación de la prótesis. Según el número de dientes remanentes que queden, éstos van a ser los principales puntos de apoyo de la prótesis, tanto dentosoportadas como dentomucosoportadas. El número de piezas de apoyo va a depender del estado de la mucosa, así, cuanto peor esté la mucosa, mayor número de apoyo.
- Factores protésicos: Los principales son los topes oclusales; En principio son indispensables para la sustentación. Cuanto mayor sea su número, menos se impactará la prótesis y mejor se distribuirán las fuerzas sobre los dientes remanentes.
Bases o sillas: Deben cubrir lo más posible los espacios edéntulos.
- Estabilización: Son las reacciones que se oponen a las fuerzas que tienden a producir movimientos de traslación horizontal y rotación en la prótesis.En razón de su carácter de removible, este tipo de prótesis no puede pretender tener la misma estabilidad que la prótesis fija. Esta posibilidad debe ser evitada o controlada para que la amplitud de estos movimientos sea mínima y la prótesis cumpla los requisitos de estabilidad.

La mayor o menor estabilización va a depender de:
-	La anatomía de las crestas alveolares.
-	La situación, número y movilidad de las piezas pilares.
-	Del comportamiento biomecánico (rigidez y flexibilidad) de la estructura protésica y de la estructura de apoyo.
La pérdida de estabilización depende de la conjugación de los 6 posibles movimientos de una prótesis:
Movimientos o desplazamientos de Tabet
Para TABET, el desplazamiento de una base o silla en extensión, considerada aisladamente, es la resultante de la combinación de seis movimientos fundamentales ( tres de rotación, tres de translación) en los tres planos del espacio. Tendriamos 3 de rotación y 3 de traslación:
1.- Traslación vertical :Es de pequeña amplitud porque está limitada por los elementos sustentadores (topes oclusales, apoyos indirectos, etc,...)
2.- Traslación horizontal (vestibulo-palatina) :Es imposible, se oponen a este movimiento las crestas alveolares de vertientes irregulares y los elementos de la estructura metálica como son: el brazo rígido palatino, apoyos indirectos, barras coronarias, etc,...
3.- traslación horizontal (disto-mesial o mesio-distal) :Este movimiento está limitado en su amplitud por la movilidad fisiológica de los dientes que limitan la brecha. En las edentaciones de la clase I y II, el recubrimiento del trígono o tuberosidad mejora la estabilización.
4.- Rotación distal-vertical: La rotación es posible en el plano sagital siempre y cuando la prótesis no esté inscrita en el polígono formado por los topes oclusales.
En casos de edentaciones clase III, este movimiento es imposible. Donde este movimiento resulta más acusado es en clase I y II. Los dientes pilares bajo presión sufren una ingresión de 0,1 mm, mientras que la presión axial transmitida por las bases en la mucosa produce una deformación de 0,4 a 2 mm.
5.- Rotación alrededor del eje de la cresta (vestibular): Está provocado por un desequilibrio oclusal durante los movimientos de diducción (mov.de lateralidad); este movimiento se amplia por falta de rigidez de la estructura mecánica.
6.- Rotación en el plano horizontal: Las fuerzas oclusales de dirección transversal podrían ser la causa de este movimiento. Pueden ser anuladas por la rigidez de la estructura, la resistencia periodontal y, secundariamente, por el obstáculo que presentan las crestas.
- Retención: Se denomina retención al conjunto de fuerzas que se oponen a la separación entre la prótesis y las estructuras de apoyo. En esta función intervienen tres factores:

1.	Factores anatómicos. La calidad morfología dental y de las crestas alveolares, en particular en la región anterior del maxilar, constituye un obstáculo importante a la desinserción. La retención de una prótesis parcial es directamente proporcional a la extensión de la misma.
2.	Factores físicos. Son responsables por entero de la retención de las prótesis completas. Entre la placa protésica y la mucosa, se desarrollan fuerzas de atracción por adhesión.
3.	Factores mecánicos. Son aquellos elementos mediante los cuales se une la prótesis a los dientes pilares. Existe una gran variedad de ellos, llamados retenedores. 
- Datos: Q9063520